# 京都アニメーション大賞
京都アニメーション大賞（きょうとアニメーションたいしょう）とは、株式会社京都アニメーションが主催する賞である。「京アニ大賞」と略されることもある。

## 概要
2009年10月2日に、『第一回京都アニメーション大賞』発足。第4回にあたる2012年度までは、年に1回開催している。これまで開催日は統一していない。第3回までは全部門とも募集開始の翌年1月末を締切としていたが、第4回では「小説」を同年12月上旬、他部門は11月上旬に締切を設定した。また、全て締切同年（第4回のみ翌年）春頃を結果発表としている。各部門ごとに大賞と奨励賞の枠があるが必ず選出されるわけではない。第3回は『全部門該当作品なし』で幕を閉じた。
賞金は奨励賞は10万、大賞は第2回までは30万、第3回は50万、第4回は100万に設定されている。なお、『第一回』締切は2010年1月15日と、応募開始から締切まで約3ヶ月程しかなかったが、「小説」5作品と「シナリオ」6作品が奨励賞を受賞した。KAエスマ文庫発足後、第2回までの受賞作のうち、3作品が同レーベルにて書籍化されている。
第1回から第7回まで「小説」「漫画」「シナリオ」の3部門（ただし第3回だけ「小説」「漫画」の2部門）を募集していたが、第8回は「長編小説」「短編小説」の2部門の募集となり、第9回は開催が見送られた。第10回は「小説」のみの募集となった。
第1回から第10回までの全部門のうち大賞を受賞したのは、暁佳奈の「ヴァイオレット・エヴァ―ガーデン」が唯一の作品となっている。
2019年6月から受け付けていた第11回分の作品募集について、同年7月18日に京都アニメーション第1スタジオで発生した放火殺人事件の事後対応にあたるため、一時停止することが8月14日に発表された。その後、2020年8月13日に当面休止する旨が発表された。

## 受賞作品のアニメ化
アニメーション制作会社の主催であるため、受賞作品の多くが書籍化（約1年後）される他、アニメーション作品としての制作も早期に企画される傾向にある。2009年受賞者、虎虎の「中二病でも恋がしたい!」は2011年末にアニメ化企画進行中であることを発表。2010年度受賞者、鳥居なごむの「境界の彼方」は2013年4月にアニメ化企画進行中であることを発表。どちらも2巻発売を機に発表された。

## 受賞作一覧
| 回（年）         | 部門       | 賞                     | 著者         | タイトル                                         | アニメ化 |
| ---------------- | ---------- | ---------------------- | ------------ | ------------------------------------------------ | --- |
| 第1回（2010年）  | 小説       | 大賞                   | 該当作品なし | 該当作品なし                                     | |
| 第1回（2010年）  | 小説       | 奨励賞                 | 鬼居かます   | ぼくたち、わたしたち                             | |
| 第1回（2010年）  | 小説       | 奨励賞                 | ツカサ       | 遠いマチと黒のネガイ                             | |
| 第1回（2010年）  | 小説       | 奨励賞                 | 一之瀬六樹   | お屋敷とコッペリア                               | |
| 第1回（2010年）  | 小説       | 奨励賞                 | 虎虎         | 中二病でも恋がしたい!                            | 第1期：2012年10月 - 12月 第2期：2014年1月 - 3月 劇場版：2013年9月（小鳥遊六花・改） 2018年1月（-Take On Me-）                                                 |
| 第1回（2010年）  | 小説       | 奨励賞                 | 幹図家トモヤ | 黒い彼女と空き地の僕                             | |
| 第1回（2010年）  | シナリオ   | 大賞                   | 該当作品なし | 該当作品なし                                     | |
| 第1回（2010年）  | シナリオ   | 奨励賞                 | coyote       | 風に逆らふ、魂のはな～歌詠[Utayomi]～            | |
| 第1回（2010年）  | シナリオ   | 奨励賞                 | 久尾歩       | カフェ・アヴァンティエール～もう一つのメニュー～ | |
| 第1回（2010年）  | シナリオ   | 奨励賞                 | びくとりぃ   | 蒲田“鋼”進曲                                     | |
| 第1回（2010年）  | シナリオ   | 奨励賞                 | 冬家弓彦     | マジカルガール・リターンズ！                     | |
| 第1回（2010年）  | シナリオ   | 奨励賞                 | 谷口健太     | ハレの異世界～恋と喧嘩と戦地車～                 | |
| 第1回（2010年）  | シナリオ   | 奨励賞                 | 有坂信一郎   | ダイナマイトマイハニー                           | |
| 第1回（2010年）  | 漫画       | 大賞                   | 該当作品なし | 該当作品なし                                     | |
| 第1回（2010年）  | 漫画       | 奨励賞                 | 該当作品なし | 該当作品なし                                     | |
| 第2回（2011年）  | 小説       | 大賞                   | 該当作品なし | 該当作品なし                                     | |
| 第2回（2011年）  | 小説       | 奨励賞                 | 十日いずみ   | 町でいちばん小さな事件                           | |
| 第2回（2011年）  | 小説       | 奨励賞                 | 鳥居なごむ   | 境界の彼方                                       | 2013年10月 - 12月 劇場版：2015年3月（過去篇） 4月（未来篇）                                                                                                   |
| 第2回（2011年）  | 小説       | 奨励賞                 | おおじこうじ | ハイ☆スピード!                                   | 第1期：2013年7月 - 9月 第2期：2014年7月 - 9月 第3期：2018年7月 - 9月 劇場版：2015年12月（SD） 2017年4月（TM絆）・7月（TM約束）・10月（TYM） 2019年7月（RW夢） |
| 第2回（2011年）  | 小説       | 奨励賞                 | 城島はむ     | かたすくにせんす                                 | |
| 第2回（2011年）  | シナリオ   | 大賞                   | 該当作品なし | 該当作品なし                                     | |
| 第2回（2011年）  | シナリオ   | 奨励賞                 | 該当作品なし | 該当作品なし                                     | |
| 第2回（2011年）  | 漫画       | 大賞                   | 該当作品なし | 該当作品なし                                     | |
| 第2回（2011年）  | 漫画       | 奨励賞                 | 該当作品なし | 該当作品なし                                     | |
| 第3回（2012年）  | 小説       | 大賞                   | 該当作品なし | 該当作品なし                                     | |
| 第3回（2012年）  | 小説       | 奨励賞                 | 該当作品なし | 該当作品なし                                     | |
| 第3回（2012年）  | 漫画       | 大賞                   | 該当作品なし | 該当作品なし                                     | |
| 第3回（2012年）  | 漫画       | 奨励賞                 | 該当作品なし | 該当作品なし                                     | |
| 第4回（2013年）  | 小説       | 大賞                   | 該当作品なし | 該当作品なし                                     | |
| 第4回（2013年）  | 小説       | 奨励賞                 | 秦野宗一郎   | ファントム・ワールド                             | 2016年1月 - 3月 |
| 第4回（2013年）  | 小説       | 奨励賞                 | 宮來あじ     | まんざいせんか!                                  | |
| 第4回（2013年）  | 小説       | 奨励賞                 | 道具小路     | やたらウロウロめったらドキドキ                   | |
| 第4回（2013年）  | シナリオ   | 大賞                   | 該当作品なし | 該当作品なし                                     | |
| 第4回（2013年）  | シナリオ   | 奨励賞                 | 該当作品なし | 該当作品なし                                     | |
| 第4回（2013年）  | 漫画       | 大賞                   | 該当作品なし | 該当作品なし                                     | |
| 第4回（2013年）  | 漫画       | 奨励賞                 | 該当作品なし | 該当作品なし                                     | |
| 第5回（2014年）  | 小説       | 大賞                   | 暁佳奈       | ヴァイオレット・エヴァーガーデン                 | 2018年1月 - 3月 劇場版：2020年1月 |
| 第5回（2014年）  | 小説       | 奨励賞                 | 門倉みさき   | サンタクロースの友達                             | |
| 第5回（2014年）  | 小説       | 奨励賞                 | 栗木寧       | 昨日の恋は今日の夢                               | |
| 第5回（2014年）  | シナリオ   | 大賞                   | 該当作品なし | 該当作品なし                                     | |
| 第5回（2014年）  | シナリオ   | 奨励賞                 | 該当作品なし | 該当作品なし                                     | |
| 第5回（2014年）  | 漫画       | 大賞                   | 該当作品なし | 該当作品なし                                     | |
| 第5回（2014年）  | 漫画       | 奨励賞                 | 該当作品なし | 該当作品なし                                     | |
| 第6回（2015年）  | 小説       | 大賞                   | 該当作品なし | 該当作品なし                                     | |
| 第6回（2015年）  | 小説       | アニメーションDo特別賞 | 該当作品なし | 該当作品なし                                     | |
| 第6回（2015年）  | 小説       | 奨励賞                 | 該当作品なし | 該当作品なし                                     | |
| 第6回（2015年）  | シナリオ   | 大賞                   | 該当作品なし | 該当作品なし                                     | |
| 第6回（2015年）  | シナリオ   | アニメーションDo特別賞 | 該当作品なし | 該当作品なし                                     | |
| 第6回（2015年）  | シナリオ   | 奨励賞                 | 該当作品なし | 該当作品なし                                     | |
| 第6回（2015年）  | 漫画       | 大賞                   | 該当作品なし | 該当作品なし                                     | |
| 第6回（2015年）  | 漫画       | アニメーションDo特別賞 | 該当作品なし | 該当作品なし                                     | |
| 第6回（2015年）  | 漫画       | 奨励賞                 | 該当作品なし | 該当作品なし                                     | |
| 第7回（2016年）  | 小説       | 大賞                   | 該当作品なし | 該当作品なし                                     | |
| 第7回（2016年）  | 小説       | アニメーションDo特別賞 | 該当作品なし | 該当作品なし                                     | |
| 第7回（2016年）  | 小説       | 奨励賞                 | 該当作品なし | 該当作品なし                                     | |
| 第7回（2016年）  | 小説       | 審査員特別賞           | 吉川英司     | 京子さん、フライ、ハイ                           | |
| 第7回（2016年）  | 小説       | 審査員特別賞           | 綾野ことこ   | 夜多の森弓道場                                   | 2018年10月 - 2019年1月 |
| 第7回（2016年）  | 小説       | 審査員特別賞           | 有丈ほえる   | この星空には君が足りない！                       | |
| 第7回（2016年）  | シナリオ   | 大賞                   | 該当作品なし | 該当作品なし                                     | |
| 第7回（2016年）  | シナリオ   | アニメーションDo特別賞 | 該当作品なし | 該当作品なし                                     | |
| 第7回（2016年）  | シナリオ   | 奨励賞                 | 該当作品なし | 該当作品なし                                     | |
| 第7回（2016年）  | 漫画       | 大賞                   | 該当作品なし | 該当作品なし                                     | |
| 第7回（2016年）  | 漫画       | アニメーションDo特別賞 | 該当作品なし | 該当作品なし                                     | |
| 第7回（2016年）  | 漫画       | 奨励賞                 | 該当作品なし | 該当作品なし                                     | |
| 第8回（2017年）  | 長編小説   | 大賞                   | 該当作品なし | 該当作品なし                                     | |
| 第8回（2017年）  | 長編小説   | アニメーションDo特別賞 | 該当作品なし | 該当作品なし                                     | |
| 第8回（2017年）  | 長編小説   | 奨励賞                 | 結城弘       | 二十世紀電氣目録                                 | アニメ化発表 |
| 第8回（2017年）  | 短編小説   | 大賞                   | 該当作品なし | 該当作品なし                                     | |
| 第8回（2017年）  | 短編小説   | アニメーションDo特別賞 | 該当作品なし | 該当作品なし                                     | |
| 第8回（2017年）  | 短編小説   | 奨励賞                 | 該当作品なし | 該当作品なし                                     | |
| 第9回（2018年）  | 実施見送り | 実施見送り             | 実施見送り   | 実施見送り                                       | 実施見送り |
| 第10回（2019年） | 小説       | 大賞                   | 該当作品なし | 該当作品なし                                     | |
| 第10回（2019年） | 小説       | 奨励賞                 | 鏡はな       | 時間                                             | |
| 第10回（2019年） | 小説       | KAエスマ文庫特別賞     | 橘悠馬       | 典薬寮の魔女                                     | |
| 第10回（2019年） | 小説       | KAエスマ文庫特別賞     | 小川晴央     | サクラの降る町                                   | |